# KK Krka
Der Košarkarski klub Krka Novo mesto ist ein slowenischer Basketballverein aus Novo mesto. Die Herrenmannschaft des Vereins gewann den europäischen Vereinswettbewerb EuroChallenge 2010/11 und war Finalist bei der Premiere des ULEB Cup 2002/03. Auf nationaler Ebene gewann man siebenmal die Meisterschaft und war zweimal Pokalsieger, wobei die Mannschaft beim ersten Pokalsieg 2014 auch das nationale Double holte. Die Mannschaft nahm bislang an zehn von 15 Austragungen der supranationalen Adriatischen Basketballliga (ABA-Liga) teil.

## Geschichte
Der Verein wurde 1948 innerhalb der Sportvereinigung Partizan gegründet. Erst ab dem Jahre 1963 stand ein asphaltiertes Spielfeld zur Verfügung, auf dem die Mannschaft von da an unter dem Namen der örtlichen Textilfabrik als KK Novoteks am Spielbetrieb teilnahm. 1971 gelang dann der Aufstieg in die erste höchste regionale Liga 1. SKL der damaligen SR Slowenien unterhalb der beiden nationalen Spielklassen. In den Saisons 1977/78 und nach der Meisterschaft 1983 in der 1. SKL auch in der Saison 1983/84 spielte die Mannschaft jeweils für ein Jahr auch zweitklassig in einer nationalen Liga. Nach dem erneuten Abstieg konnte sich die Mannschaft auch in der höchsten slowenischen Spielklasse nicht mehr dauerhaft halten und stieg am Ende der Saison 1989/90 in die zweite regionale Spielklasse ab.
Nach der Unabhängigkeit Sloweniens trennte sich der Verein auch namentlich von der Textilfabrik und wurde 1992 als KK Novo mesto 92 neu gegründet. Bereits drei Jahre später hatte man die zweithöchste Spielklasse wieder erreicht und bereits 1997 gelang unter anderem mit einem noch jugendlichen Matjaž Smodiš der erneute Aufstieg in die A1 SKL, die nun die höchste nationale Spielklasse war. Neuer Namenssponsor der Mannschaft wurde nach dem Aufstieg
das örtliche Pharmaunternehmen Krka, das nach dem gleichnamigen Fluss Krka benannt ist, welches die Dolenjska und Novo mesto durchfließt. Zur Premiere erreichte die Mannschaft auf dem vierten Platz die Play-offs um die Meisterschaft, in denen man im Halbfinale dem in den Play-offs ungeschlagenen Serienmeister KK Union Olimpija aus der Hauptstadt Ljubljana unterlag. Als Halbfinalist war der Verein auf Anhieb für den europäischen Vereinswettbewerb Korać-Cup qualifiziert, bei dem man in der folgenden Saison nach nur einer Vorrundenniederlage gleichauf mit Virtus Rom nur knapp den Gruppensieg verpasste. In der folgenden K.-o.-Phase der 32 besten Mannschaften verlor man dann jedoch zweimal deutlich gegen den späteren Titelgewinner FC Barcelona. Nach dem dritten Platz in der nationalen Meisterschaft 1999 spielte die Mannschaft im Saporta-Cup, in dem man die Vorrundengruppe gleichauf mit dem deutschen Vertreter Skyliners Frankfurt gewann und in der ersten K.-o.-Runde nach Addition der beiden Spiele knapp gegen den italienischen Rekordmeister Olimpia Adecco Mailand verlor. In der slowenischen Meisterschaft gewann man als Dritter überraschend die Halbfinalserie gegen Serienmeister Union Olimpija, der erstmals in der jungen Geschichte Sloweniens nicht den Meistertitel gewinnen konnte, und entschied schließlich auch die Finalserie gegen Pivovarna Laško, die in der Hauptrunde nur zweimal verloren hatten, mit drei Siegen zu einem für sich.
Nach dem Meisterschaftsgewinn und dem ersten Titelerfolg des Vereins ging Trainer Ivan Sunara zurück nach Kroatien und Matjaž Smodiš wechselte nach Italien zu Virtus Bologna, die in der neu geschaffenen EuroLeague spielten, während der
slowenische Landesmeister Krka im höchstrangigen Vereinswettbewerb Suproleague der FIBA Europa spielten. Hier erreichte die Mannschaft unter dem neuen Trainer Aleš Pipan, der vom unterlegenen Vizemeister aus Laško gekommen war, einen Sieg vor dem deutschen Vizemeister Bayer Giants Leverkusen den achten Platz der Vorrundengruppe in der FIBA Suproleague 2000/01. In den folgenden Achtelfinal-Play-offs verlor Krka beide Spiele gegen den Titelverteidiger Panathinaikos Athen. Nach dem verlorenen Finale im nationalen Pokalwettbewerb gegen Titelverteidiger Union Olimpija holte sich der frühere Serienmeister auch den Meistertitel in der Finalserie gegen Titelverteidiger Krka zurück, was sich auch in der folgenden Saison 2001/02 wiederholte. In der neu geschaffenen supranationalen ABA-Liga, die auf dem Gebiet des früheren Jugoslawien zunächst ohne Serbien und Montenegro an die frühere höchste jugoslawische Liga anknüpfte, konnten die slowenischen Mannschaften in der Premierensaison 2001/02 dominieren und stellten drei der vier Final-Four-Teilnehmer. Krka schlug im Halbfinale mit KK Cibona die letzte verbliebene nicht-slowenische Mannschaft, verlor aber das Finalspiel gegen Gastgeber Union Olimpija. In jener Saison nahmen die beiden slowenischen Meisterschaftsfinalisten auch an der EuroLeague 2001/02 teil, nachdem der Suproleague-Wettbewerb bereits wieder eingestellt worden war und sich KK Krka in der Qualifikation unter anderem gegen den deutschen Vizemeister Telekom Baskets Bonn durchgesetzt hatte. Mit ausgeglichener Vorrundenbilanz verpasste die Mannschaft aus Novo mesto nur knapp den Einzug in die zweite Gruppenphase der 16 besten Mannschaften. Zur folgenden Saison wurde ein zweiter von der FIBA unabhängiger europäischer Vereinswettbewerb mit dem ULEB Cup eingeführt. Unter dem neuen kroatischen Trainer Neven Spahija gewann Krka nicht nur seine Vorrundengruppe, sondern gewann auch das Achtelfinale gegen den nationalen Konkurrenten Pivovarna Laško. Nach dem Viertelfinalsieg über die spanische Mannschaft Caprabo Lleida war Krka die einzige nicht-spanische Mannschaft im Halbfinale. In den beiden Finalspielen musste sich die Mannschaft schließlich dem Premierengewinner Pamesa Valencia geschlagen geben. Mit der Teilnahme serbischer Mannschaften veränderten sich auch die Kräfteverhältnisse in der ABA-Liga wieder, in der Krka mit ausgeglichener Bilanz auf dem siebten Platz den erneuten Einzug in das Final Four 2003 deutlich verpasste. In der nationalen Meisterschaft reichte es hingegen zu einem knappen 3:2-Finalserienerfolg über Titelverteidiger Union Olimpija und zum zweiten Titelgewinn in Slowenien.
Nach der erfolgreichen Saison musste die Mannschaft 2003 einen weiteren personellen Aderlass hinnehmen. In der EuroLeague 2003/04 gewann man nur zwei von 14 Vorrundenspielen und der neue Trainer Martić wurde bereits wieder durch Petar Skansi ersetzt. Mit Skansi erreichte man zwar in der ABA-Liga einen weiteren siebten Platz, doch der siebte Platz in der slowenischen Meisterschaft war für den Titelverteidiger ernüchternd. In der folgenden Saison stand der Klub aus finanziellen Gründen kurz vor der Auflösung, konnte sich aber sportlich noch auf dem sechsten Platz der slowenischen Meisterschaft halten. In der Saison 2005/06 lief man lange dem Teilnehmerfeld in der slowenischen Liga hinterher, bevor drei Siege in der Relegationsrunde noch den Klassenerhalt auf dem drittletzten Platz sicherten. Der sechste Platz in der Saison 2006/07 sicherte die Rückkehr in die Meisterschaftsrunde und in der Saison 2007/08 kehrte man als Dritter bereits wieder in die Play-offs um die Meisterschaft zurück, in denen man im Halbfinale Titelverteidiger KK Helios Domžale unterlag. Dies reichte jedoch zur Rückkehr in die ABA-Liga 2008/09, die man als Elfter und Viertletzter noch einen Platz vor den Helios Suns beendete, welche jedoch Krka in der Halbfinalserie der Meisterschaft erneut besiegten. Das schwache Abschneiden der slowenischen Mannschaften in der Vorsaison kostete jedoch vorerst den Startplatz Krkas in der ABA-Liga, die im slowenischen Halbfinale 2010 endlich die Helios Suns bezwingen konnten. Unter dem serbischen Trainer Aleksandar Džikić reichte es dann in der Finalserie sogar zu einem knappen 3:2-Serienerfolg über Titelverteidiger Union Olimpija.
Anders als nach den ersten beiden Meisterschaftserfolgen konnte Krka 2010 sein Niveau stabilisieren und verteidigte den slowenischen Meistertitel 2011 erneut knapp in fünf Spielen gegen Union Olimpija. Zuvor hatten beide Mannschaften in der ABA-Liga 2010/11 das „Final Four“-Turnier erreicht, bei dem Meister Krka das Halbfinale gegen Vizemeister und Gastgeber Union Olimpija jedoch verloren hatte. In der EuroChallenge 2010/11 hingegen erreichte der slowenische Landesmeister beim Final Four nach dem Sieg über Gastgeber Telenet Oostende auch das Finalspiel, das man gegen den russischen Verein Lokomotive Kuban Krasnodar gewann. Beim ersten internationalen Titelgewinn wurde Goran Ikonić für Krka zum Most Valuable Player (MVP) des Finalturniers ernannt und die Mannschaft Nachfolger des deutschen Vereins BG 74 Göttingen. Im Eurocup 2011/12, wie der frühere ULEB Cup nun hieß, erreichte Krka in der folgenden Saison hinter dem Gruppenersten Lietuvos rytas Vilnius mit Krkas vormaligem Trainer Džikić die zweite Gruppenphase der 16 besten Mannschaften, in der man jedoch nur noch einen Sieg in sechs weiteren Spielen erreichte. In der ABA-Liga 2011/12 blieb Krka auf dem elften und viertletzten Platz hinter den Erwartungen zurück, konnte aber nach dem verlorenen Finale im nationalen Pokalwettbewerb Union Olimpija zumindest in der Meisterschaftsserie erneut besiegen.
In der EuroChallenge 2012/13 schied Krka bereits nach der ersten Gruppenphase aus und obwohl Matjaž Smodiš zum Jahreswechsel als Karriereabschluss zu seinem Stammverein zurückkehrte, kam es schließlich doch noch zu einem Trainerwechsel. Mit nicht verbesserter Siegesbilanz erreichte Krka in der ABA-Liga den neunten Platz und konnte die Saison schließlich nach dem erneuten Erfolg in der Finalserie über Union Olimpija mit einem weiteren Titelerfolg in der Meisterschaft noch retten. Zur Saison 2013/14 kehrte Džikić als Trainer zurück, der die neu formierte Mannschaft in die zweite Gruppenphase der EuroChallenge 2013/14 führte, wo sie knapp an den beiden späteren Final-Four-Teilnehmern Grissin Bon Reggio Emilia und Szolnoki Olaj KK scheiterte. In der ABA-Liga reichte es zu einem soliden siebten Platz, während es im nationalen Pokalwettbewerb zum ersten Titelerfolg reichte. Nach dem fünften Titelerfolg in Serie in der Meisterschaft gelang damit 2014 auch erstmals der Gewinn des nationalen Doubles. Nachdem Krka die angestrebte Teilnahme am Eurocup 2014/15 verpasst hatte, erreichte die Mannschaft in der ABA-Liga den neunten Platz und verteidigte den Titel im Pokalwettbewerb gegen KK Zlatorog Laško. In der Meisterschaft verlor man hingegen die Halbfinalserie gegen die Überraschungsmannschaft und späteren Titelgewinner Tajfun Šentjur und verpasste den sechsten Titelgewinn in Serie. Nachdem Džikić den Trainerstuhl wieder räumen musste, erreichte die Mannschaft im FIBA Europe Cup 2015/16 hinter dem ungeschlagenen Gruppensieger und späteren Titelgewinner Skyliners Frankfurt die zweite Gruppenphase, in der zwei Siege aus sechs Spielen nicht zum Weiterkommen reichten. In der ABA-Liga 2015/16 reichte es nur zum zwölften und drittletzten Tabellenplatz am Saisonende. Der dritte Titel in Folge im Pokalwettbewerb konnte nicht über den folgenden Misserfolg in den Meisterschafts-Play-offs hinweghelfen, als man als Erster erneut in der Halbfinalserie gegen den späteren Titelgewinner Helios Suns ausschied.

## Bekannte Spieler
| - Jure Balažič 1991–2005, 2007–2012 - Matjaž Smodiš 1994–2000, 2013 - Ivo Nakić 1998–2000 - Dragiša Drobnjak 1999–2003, 2008, 2010/11, seit 2016 - Franjo Arapović 2000/01 - Aleksandar Ćapin 2000–03 - Jaka Lakovič 2001/02 - Donte Mathis 2001/02 - Márton Báder 2002–04 | - Rick Rickert 2003/04 - Sani Bečirovič 2003/04, 2013/14 - Jaka Klobučar 2004/05, 2011, 2012–14 - Ricky Shields 2008/09 - Goran Ikonić 2010/11 - Zoran Dragić 2010–12 - Edo Murić 2010–14 - Ben Hansbrough 2012 - Afik Nissim 2012 | - / Jurica Golemac 2012/13 - Domen Lorbek 2012/13 - Jasmin Hukić 2013–15 - Nebojša Joksimovič 2014/15 - Sandi Čebular seit 2016 |